# Колишер, Вильгельм
Вильгельм Колишер (нем. Wilhelm Kolischer, также Гильермо Колишер, исп. Guillermo Kolischer; 16 апреля 1890, Броды, Австро-Венгрия, ныне Львовская область Украины — 17 января 1970, Монтевидео) — уругвайский музыкальный педагог и пианист из семьи галицийских евреев.
С 1905 г. учился в Краковской консерватории у Ежи Лалевича, одновременно в 1906—1907 гг. изучал право в Краковском университете прежде, чем сделать окончательный выбор в пользу музыки. В 1908 г. продолжил учёбу в Берлине у Карла Генриха Барта. Был дружен с Артуром Рубинштейном. С 1912 г. концертировал как пианист. В 1914 году отправился на гастроли в Латинскую Америку, где его застало начало Первой мировой войны. Колишер принял решение не возвращаться в Европу и обосновался в Уругвае, с несколькими уроженцами которого (в частности, Сесаром Кортинасом, посвятившим ему свой фортепианный концерт) его связала дружба в берлинский период.
В Уругвае выступал как концертный пианист, в частности, в 1925 г. дал сольный концерт в Театре Солис. В большей степени, однако, получил известность как основатель (1916) собственной консерватории, которой руководил до 1964 года. Среди многочисленных учеников, а затем и преподавателей этой консерватории были Эктор Тосар, Нидия Перейра Лисасо, Мария Анхелика Пиола, Диего Легран, Неффер Крёгер и другие заметные уругвайские музыканты, а также дочь Колишера Янина де Фитерман. В 1949 г. основал в Монтевидео Шопеновское общество Уругвая, а двумя годами позже — конкурс пианистов имени Шопена, первым победителем которого стал Луис Батлье Ибаньес.
Именем Колишера названа пешеходная аллея (исп. Senda Peatonal Maestro Wilhelm Kolischer) в Монтевидео.